# 羽室嘉右衛門

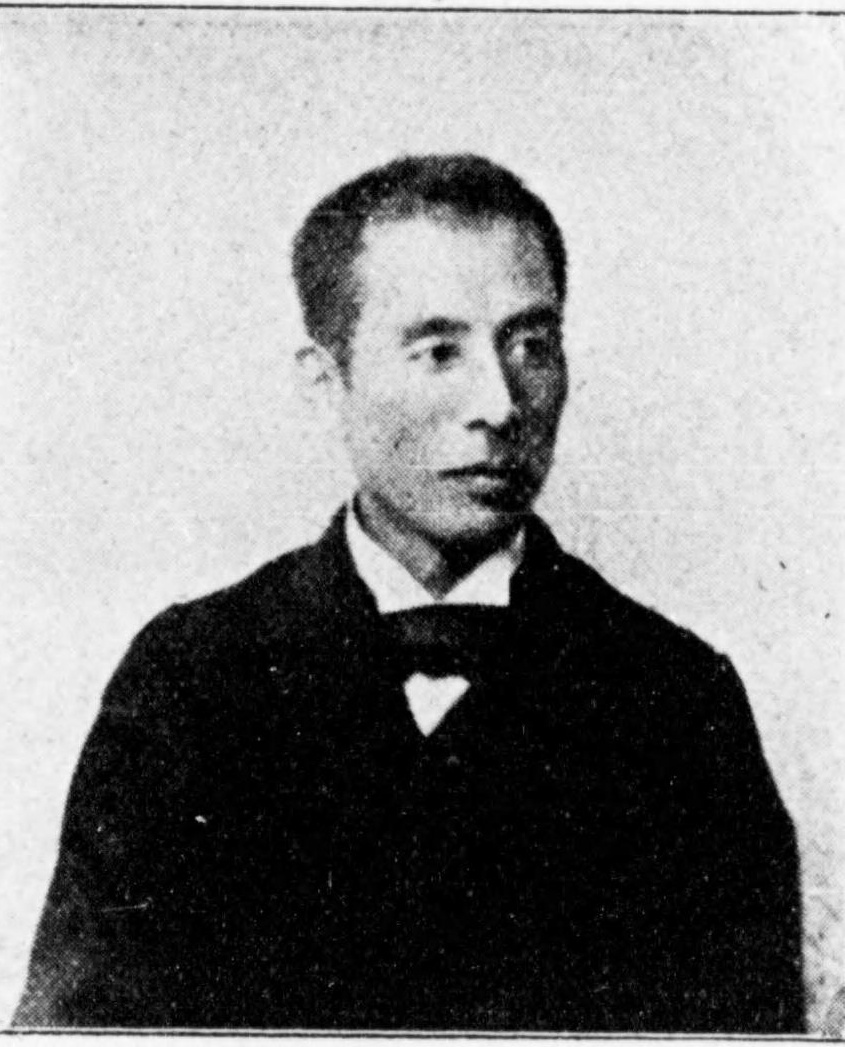
羽室嘉右衛門

7代 羽室 嘉右衛門（嘉右衞門、はむろ かうえもん / かえもん、1856年12月26日（安政3年11月29日）- 1924年（大正13年）8月25日）は、明治から大正期の地主・農業経営者・酒造家・実業家・政治家。京都府多額納税者、第一期及び第二期貴族院多額納税者議員互選人。衆議院議員、京都府何鹿郡中筋村長。幼名・逸郎、松逸郎。
郡是製絲株式会社（現・グンゼ株式会社）初代社長。第2代社長波多野鶴吉は次弟。比叡登山鉄道株式会社初代社長羽室亀太郎は末弟。娘婿に郡是製絲株式会社第4代社長、参議院議員波多野林一。娘婿に衆議院議員岡田泰蔵。孫に京都学派哲学研究者、大阪大学名誉教授相原信作。玄孫に元京都府副知事城福健陽。

## 経歴
丹波国何鹿郡延村（京都府何鹿郡延村、中筋村字延を経て現綾部市延町）で、大庄屋、地主、酒造業、農業・6代羽室嘉右衛門、富美の長男として生まれる。栗村の綾部藩郷学校・広畔堂に入り藩儒・沢井広重に師事し漢学を修めた。1876年（明治9年）父の隠居により家督を相続し、7代嘉右衛門を襲名した。農業、酒造業を営む。
1884年（明治17年）7月、大島村外四カ村戸長に就任し、その後、所得税調査委員を務めた。1889年（明治22年）5月、町村制施行による中筋村の成立に伴い初代村長に就任し、1894年（明治27年）5月まで在任。1890年（明治23年）10月、補欠選挙で京都府会議員に選出され3期在任し、1898年（明治31年）5月に退任した。この間、郡部会副議長を務めた。政党は自由党に所属し、その後立憲政友会に転じた。1899年（明治32年）9月、何鹿郡会議員に当選し1901年（明治34年）7月まで在任し、この間、同議長も務めた。1902年（明治35年）8月、第7回衆議院議員総選挙（京都府郡部、立憲政友会）で当選し、衆議院議員に1期在任した。その他、京都府教育会何鹿郡部会初代会長、何鹿郡農会長などにも在任した。
実業界では、1883年（明治16年）11月、何鹿郡本宮町（現:綾部市）に明瞭銀行を設立して頭取となり、1901年（明治34年）府の同行解散まで在任。1887年（明治20年）弟波多野鶴吉が羽室邸の一角に製糸場「羽室組」を創業した際に資金援助を行い、それが発展して1896年（明治29年）5月、郡是製糸（現グンゼ）が設立すると初代社長に就任し1901年9月まで在任した。その他、京都府農工銀行設立委員、同取締役、西陣製織監査役なども務めた。
1924年8月、脳溢血のため東京市で死去した。

## 国政選挙歴
- 第2回衆議院議員総選挙（京都府第5区、1892年2月、自由党）落選[6]
- 第3回衆議院議員総選挙（京都府第5区、1894年3月、無所属）落選[6]
- 第4回衆議院議員総選挙（京都府第5区、1894年9月、自由党）落選[7]
- 第5回衆議院議員総選挙（京都府第5区、1898年3月、自由党）落選[7]
- 第6回衆議院議員総選挙（京都府第5区、1898年8月、憲政党）落選[7]
- 第7回衆議院議員総選挙（京都府郡部、1902年8月、立憲政友会）当選[5]